# Irene Manning
Irene Manning (n. Inez Harvuot, n. 17 iulie 1912, Cincinnati, Ohio, SUA – d. 28 mai 2004, San Carlos⁠(d), California, SUA) a fost o actriță și cântăreață americană care a jucat în filme muzicale, precum Yankee Doodle Dandy și The Desert Song. Ea a cântat și pe Broadway, a înregistrat cu Glenn Miller și s-a căsătorit de patru ori.

## Filmografie
| An   | Titlu                      | Rol                               | Note |
| ---- | -------------------------- | --------------------------------- | ---- |
| 1936 | The Old Corral             | Eleanor Spencer, aka Jane Edwards |      |
| 1937 | Two Wise Maids             | Ellen Southard                    |      |
| 1937 | Michael O'Halloran         | Leslie                            |      |
| 1942 | Yankee Doodle Dandy        | Fay Templeton                     |      |
| 1942 | Spy Ship                   | Pam Mitchell                      |      |
| 1942 | The Big Shot               | Lorna Fleming                     |      |
| 1943 | The Desert Song            | Margot                            |      |
| 1944 | Shine On, Harvest Moon     | Blanche Mallory                   |      |
| 1944 | Make Your Own Bed          | Vivian Whirtle                    |      |
| 1944 | The Doughgirls             | Mrs. Sylvia Cadman                |      |
| 1944 | Hollywood Canteen          | Irene Manning                     |      |
| 1945 | Escape in the Desert       | Lora Tedder                       |      |
| 1945 | I Live in Grosvenor Square | Rolul ei - U.S.O. Singer          |      |